# نهر سيليتز
نهر سيليتز نهر إلى المحيط الهادئ عبر الجبال الساحلية في ولاية أوريغون الأمريكية. تشكلت عن طريق التقاء الشوكات الشمالية والجنوبية بالقرب من فالسيتز في مقاطعة بولك وهي تمر عبر سلسلة ساحل ولاية أوريغون الوسطى. النهر الذي استنزف مستجمعات المياه من 373 ميل مربع (970 كـم2) يفرغ في خليج سيليتز جنوب مدينة لينكولن سيتي، لينكولن في مقاطعة لينكولن. على الرغم من أن النهر يجري 67 ميل (108 كـم) في أميال النهر، يبدأ مساره المتعرج نحو 20 ميل (32 كـم) شرق المحيط وخطوط عرض مصبها ومصدرها متطابقة تقريبًا.